# Dunn Street (Maidstone)
Pour les articles homonymes, voir Dunn.
 (octobre 2012).
Dunn Street est un hameau près du village de Bredhurst et de l'autoroute M2, dans le District de Maidstone, dans le comté du Kent. Il est situé au sud de la ville de Gillingham.
Il fait partie de la paroisse civile de Bredhurst.